# Visconde da Abrigada
Visconde da Abrigada é um título nobiliárquico criado por D. Luís I de Portugal, por Decreto de 17 de Janeiro de 1870, em favor de José Maria Camilo de Mendonça.
Titulares
1. José Maria Camilo de Mendonça, 1.° Visconde da Abrigada.